# Claudia Rusca
Claudia Rusca, o Claudia Francesca Rusca (Milán, 1593-ibidem, 6 de octubre de 1676), fue una compositora, cantante y organista italiana.

## Biografía
Fue monja en el monasterio humillado de Santa Catalina en Brera, Milán. Aprendió música en casa, antes de entrar al convento. Rusca compuso conciertos sagrados, vísperas y motetes, para el uso en el monasterio e instituciones femeninas similares. Escribió los Sacri concierte à 1–5 cono salmi e canzoni francesi (Milán, 1630), dedicados al arzobispo Federico Borromeo, que son las primeras obras instrumentales conservadas de una mujer. Esta música ha sobrevivido durante siglos a varias tragedias y todavía está disponible.

## Obra
- Sacri concierte a 1, 2, 3, 4, 5, y 8 voces (1630)